# Scopriamo le carte
Scopriamo le carte è stato un programma televisivo italiano andato in onda il sabato in prima serata su Canale 5 dal 2 al 30 maggio 1998, per cinque puntate. Di genere varietà, era condotto da Gerry Scotti insieme a Natalia Estrada.

## Il programma
La trasmissione prevedeva in ogni puntata una sfida tra due squadre ciascuna composta da quattro personaggi famosi che, in studio, dovevano scommettere su uno dei personaggi raffigurati ciascuna delle venti carte che compongono il mazzo proposto in gara da Gerry Scotti, nel ruolo di "mazziere". In ciascuna delle cinque puntate, i personaggi rappresentati nelle carte appartenevano al mondo della tv, della musica, del cinema, dello sport e "i belli" del mondo della spettacolo; il pubblico da casa, durante la diretta, era invitato a esprimere la propria preferenza tramite televoto per eleggere "il mito" relativo alla categoria trattata, che permetteva così all'ospite in studio che aveva scommesso sulla carta raffigurante tal personaggio di vincere la serata.
I concorrenti erano protagonisti di ogni puntata, venendo sottoposti a prove di "abilità" e intervistati dai due conduttori. Un'automobile era invece in palio per i partecipanti alla votazione telefonica da casa. In ciascuna puntata, Natalia Estrada si esibiva in un numero di danza con il corpo di ballo della trasmissione. La trasmissione andava in onda dal Teatro 3 di Cinecittà di Roma.
In occasione della presentazione della trasmissione, voluta dal direttore di Canale 5 Maurizio Costanzo, il conduttore affermò che non si trattava di un quiz ma di un gioco-talk.

### Successo e critica
La trasmissione fu accolta tiepidamente dalla critica televisiva, che la definì un "varietà con ospiti", assimilandola come genere ad altre trasmissioni in onda a fine anni novanta aventi come caratteristica fondamentale la presenza di parecchi ospiti, chiamati non per proporre particolari momenti di spettacolo, ma semplicemente per presenziare in studio e raccontare se stessi; venne segnalato inoltre che la trasmissione era caratterizzata dal tono di voce particolarmente alto dei partecipanti.

## Puntate
| Puntata | Data           | Tema                   | Ospiti |
| ------- | -------------- | ---------------------- | --- |
| 1       | 2 maggio 1998  | Divi del cinema        | Enrica Bonaccorti, Wendy Windham, Paola Barale, Enrico Papi, Simona Ventura, Luca Laurenti, Massimo Lopez, Claudio Lippi |
| 2       | 9 maggio1998   | Miti della musica      | Fiorello, Leo Gullotta, Claudio Lippi, Luca Laurenti, Amanda Lear, Luana Ravegnini, Marisa Laurito, Maria Teresa Ruta    |
| 3       | 16 maggio 1998 | Personaggi televisicvi | |
| 4       | 23 maggio 1998 | Bellezza               | Sandra Mondaini, Loretta Goggi, Adriano Pappalardo, Francesco Paolantoni                                                 |
| 5       | 30 maggio 1998 | Divi dello sport       | [ 5 ] |